# 나디르 이브라히모프
나디르 바바 오그릴 이브라히모프 (1932년 12월 29일 – 1977년 1월 1일)는 아제르바이잔과 소련의 천문학자이다. 화성의 분화구 하나가 그의 이름을 따서 명명되었다.
나디르 이브라히모프(Nadir Ibrahimov)는 아제르바이잔 국립 과학 아카데미의 샤마히 천체 물리학 천문대의 천체물리학자였다.